# RGS4
RGS4 (англ. Regulator of G protein signaling 4) – білок, який кодується однойменним геном, розташованим у людей на короткому плечі 1-ї хромосоми.  Довжина поліпептидного ланцюга білка становить 205 амінокислот, а молекулярна маса — 23 256.
| 10         |  | 20         |  | 30         |  | 40         |  | 50         |
| ---------- |  | ---------- |  | ---------- |  | ---------- |  | ---------- |
| MCKGLAGLPA |  | SCLRSAKDMK |  | HRLGFLLQKS |  | DSCEHNSSHN |  | KKDKVVICQR |
| VSQEEVKKWA |  | ESLENLISHE |  | CGLAAFKAFL |  | KSEYSEENID |  | FWISCEEYKK |
| IKSPSKLSPK |  | AKKIYNEFIS |  | VQATKEVNLD |  | SCTREETSRN |  | MLEPTITCFD |
| EAQKKIFNLM |  | EKDSYRRFLK |  | SRFYLDLVNP |  | SSCGAEKQKG |  | AKSSADCASL |
| VPQCA      |  |            |  |            |  |            |  |            |

A: Аланін

C: Цистеїн

D: Аспарагінова кислота

E: Глутамінова кислота

F: Фенілаланін

G: Гліцин

H: Гістидин

I: Ізолейцин

K: Лізин

L: Лейцин

M: Метіонін

N: Аспарагін

P: Пролін

Q: Глутамін

R: Аргінін

S: Серин

T: Треонін

V: Валін

W: Триптофан

Кодований геном білок за функціями належить до фосфопротеїнів, інгібіторів трансдукції сигналу. 
Задіяний у таких біологічних процесах як поліморфізм, альтернативний сплайсинг. 